# Черибашия
Черибашията (на турски: çeribaşı) e османски офицер и войнишки главатар на войнуганите. 
Черибашите били по принцип челници на акънджиите.